# Conophyma transiliense
Conophyma transiliense är en insektsart som beskrevs av Ganna O. Naumovich 1978. Conophyma transiliense ingår i släktet Conophyma och familjen Dericorythidae. Inga underarter finns listade i Catalogue of Life.